# Andrew Fisher (lekkoatleta)
Andrew Fisher (ur. 15 grudnia 1991) – jamajski lekkoatleta specjalizujący się w biegach sprinterskich. Od 2015 reprezentuje Bahrajn.
W 2013 zdobył złoto i srebro na mistrzostwach Ameryki Środkowej i Karaibów. Złoty medalista IAAF World Relays 2014. Półfinalista światowego czempionatu w Londynie (2017).

## Osiągnięcia
| Rok                    | Impreza                                  | Miejsce        | Konkurencja             | Lokata     | Wynik         |
| ---------------------- | ---------------------------------------- | -------------- | ----------------------- | ---------- | ------------- |
| Reprezentacja: Jamajka |                                          |                |                         |            |               |
| 2013                   | Mistrzostwa Ameryki Środkowej i Karaibów | Morelia        | bieg na 100 metrów      | 1. miejsce | 10,14         |
| 2013                   | Mistrzostwa Ameryki Środkowej i Karaibów | Morelia        | sztafeta 4 × 100 metrów | 2. miejsce | 38,86         |
| 2014                   | IAAF World Relays                        | Nassau         | sztafeta 4 × 100 metrów | 1. miejsce | 37,77 (elim.) |
| Reprezentacja: Bahrajn |                                          |                |                         |            |               |
| 2016                   | Igrzyska olimpijskie                     | Rio de Janeiro | bieg na 100 metrów      | półfinał   | DQ            |
| 2017                   | Igrzyska solidarności islamskiej         | Baku           | bieg na 100 metrów      | 2. miejsce | 10,16         |
| 2017                   | Igrzyska solidarności islamskiej         | Baku           | sztafeta 4 × 100 metrów | 1. miejsce | 39,55         |
| 2017                   | Mistrzostwa świata                       | Londyn         | bieg na 100 metrów      | półfinał   | 10,36         |
| 2018                   | Halowe mistrzostwa świata                | Birmingham     | bieg na 60 metrów       | –          | DNS           |

## Rekordy życiowe
- Bieg na 60 metrów (hala) – 6,57 (2017) rekord Bahrajnu
- Bieg na 100 metrów – 9,94 (2015)
- Bieg na 200 metrów – 20,95 (2015)